# Dasyatis bennettii
Dasyatis bennettii е вид хрущялна риба от семейство Dasyatidae.

## Разпространение
Видът е разпространен във Виетнам, Индия, Камбоджа, Китай, Мианмар, Тайланд и Япония.